# رسانه سرد
در فرهنگ ارتباطات، رسانهٔ سرد (به انگلیسی: Cool media) اصطلاحی است برای اشاره به رسانه‌هایی که مخاطب برای دریافت پیام آن‌ها، به تمرکز فراوان احتیاج دارد. این اصطلاح را مارشال مک‌لوهان ابداع کرده‌است. طبق آرای او، به رسانه‌هایی عنوان رسانهٔ سرد داده می‌شود که لازم است کاربران هنگام استفاده از آن‌ها، به نهایت تمرکز حواس تن دهند تا محتوا را بهتر کسب کنند. از جمله رسانه‌هایی که مک‌لوهان در این باره نام می‌برد، تلویزیون است.